# Al centro della musica
| Recensione              | Giudizio          |
| ----------------------- | ----------------- |
| Ondarock                | Disco consigliato |
| Dizionario del Pop-Rock | [ 2 ]             |
| 24.000 dischi           | [ 3 ]             |

Al centro della musica è un album del cantautore italiano Ron, pubblicato dall'etichetta discografica Spaghetti e distribuito dalla RCA nel 1981.
L'album è prodotto da Alessandro Colombini e Lucio Dalla, mentre i brani sono interamente composti dall'interprete tranne Si andava via, Al centro della musica e Due ragazzi.
Dal disco viene tratto il singolo Al centro della musica/Stelle di dicembre.

## Tracce

### Lato A
Testi e musiche di Rosalino Cellamare, eccetto dove indicato.
1. Si andava via – 3:48 (Renzo Zenobi, Rosalino Cellamare)
2. Una freccia in fondo al cuore – 4:44
3. Fate attenzione – 4:15
4. Ricordo di nuvole (Strumentale) – 2:26
5. Stelle di dicembre – 4:13

### Lato B
Testi e musiche di Rosalino Cellamare, eccetto dove indicato.
1. Al centro della musica – 5:13 (Lucio Dalla, Rosalino Cellamare)
2. Così bugiarda – 3:57
3. Mare lontano – 4:23
4. Due ragazzi – 5:22 (Lucio Dalla, Rosalino Cellamare)

## Formazione
Si andava via
- Ron - voce, pianoforte, Fender Rhodes, chitarra 12 corde
- Ricky Portera - chitarra elettrica
- Claudio Bazzari - chitarra, slide guitar
- Fabio Liberatori - sintetizzatore
- Marco Nanni - basso
- Giovanni Pezzoli - batteria

Una freccia in fondo al cuore
- Ron - voce, pianoforte, chitarra acustica
- Lucio Dalla - sax
- Ricky Portera - chitarra elettrica
- Fabio Liberatori - sintetizzatore
- Marco Nanni - basso
- Giovanni Pezzoli - batteria

Fate attenzione
- Ron - voce, pianoforte, armonica
- Ricky Portera - chitarra elettrica
- David Sion - chitarra elettrica
- Fabio Liberatori - sintetizzatore
- Marco Nanni - basso
- Giovanni Pezzoli - batteria
- Lella Esposito - cori
- Rossana Casale - cori
- Marco Ferradini - cori

Ricordo di nuvole
- Ron - pianoforte
- Marco Nanni - basso

Stelle di dicembre
- Ron - voce, pianoforte, Fender Rhodes, chitarra acustica
- Lucio Dalla - sax alto
- Lucio Fabbri - violino
- Aldo Banfi - sintetizzatore
- Marco Nanni - basso
- Giovanni Pezzoli - batteria

Al centro della musica
- Ron - voce, pianoforte, armonica a bocca
- Ricky Portera - chitarra elettrica
- David Sion - chitarra elettrica
- Fabio Liberatori - sintetizzatore
- Marco Nanni - basso
- Giovanni Pezzoli - batteria

Così bugiarda
- Ron - voce, cori, chitarra acustica, maracas
- Franco Mussida - chitarra elettrica, cori
- Lucio Fabbri - violino
- Patrick Djivas - basso
- Giovanni Pezzoli - batteria
- Alessandro Colombini - cori
- Lucio Dalla - cori

Mare lontano
- Ron - voce, pianoforte
- Lucio Dalla - sax alto
- Ricky Portera - chitarra elettrica
- Flavio Premoli - organo Hammond
- Fabio Liberatori - sintetizzatore
- Aldo Banfi - sintetizzatore
- Marco Nanni - basso
- Giovanni Pezzoli - batteria
- Lella Esposito - cori
- Rossana Casale - cori
- Marco Ferradini - cori

Due ragazzi
- Ron - voce, pianoforte, chitarra 12 corde
- Ricky Portera - chitarra elettrica
- Flavio Premoli - organo Hammond
- Aldo Banfi - sintetizzatore
- Marco Nanni - basso
- Giovanni Pezzoli - batteria
- Lella Esposito - cori
- Rossana Casale - cori
- Marco Ferradini - cori

Note aggiuntive
- Alessandro Colombini (per la Wiz Music) e Lucio Dalla - produttori
- Renzo Cremonini - produttore esecutivo
- Fulvia Salvi - organizzazione
- Registrazioni effettuate al Stone Castle Studios
- Ezio De Rosa - ingegnere delle registrazioni
- Daniele Falconi - assistente ingegnere delle registrazioni
- Mixaggio con computer Melquist da Alessandro Colombini e Ezio De Rosa
- Trasferimento su disco di Marcello Spiridioni
- Foto e grafica di copertina di Ambrogio Lo Giudice e Roberto Serra

## Classifica
Album
| Anno | Classifica | Posizione raggiunta |
| ---- | ---------- | ------------------- |
| 1981 | Hit parade | 11                  |

Singoli
| Anno | Titolo del brano       | Classifica | Posizione raggiunta |
| ---- | ---------------------- | ---------- | ------------------- |
| 1981 | Al centro della musica | Hit Parade | 13                  |